# Unité urbaine de Saint-Omer
L'unité urbaine de Saint-Omer est une unité urbaine française inter-départementale centrée sur Saint-Omer, une des sous-préfectures du département du Pas-de-Calais, Arques et Longuenesse, trois communes industrielles au cœur de la sixième agglomération urbaine du département.
Elle fait partie de la catégorie des agglomérations urbaines moyennes de la France, c'est-à-dire ayant entre 50 000 et moins de 100 000 habitants.

## Données générales
Dans le zonage réalisé par l'Insee en 1999, l'unité urbaine était composée de douze communes, toutes situées dans l'arrondissement de Saint-Omer, dans le département du Pas-de-Calais.
Dans le zonage réalisé en 2010, l'unité urbaine était composée de dix-sept communes, puis seize après la fusion des communes de Saint-Martin-au-Laërt et Tatinghem en Saint-Martin-lez-Tatinghem. Elle s'est étendue aux cinq communes de Campagne-lès-Wardrecques, Helfaut, Heuringhem, Racquinghem et Wardrecques, situées dans le département du Pas-de-Calais.
Dans le nouveau zonage réalisé en 2020, elle est composée de vingt-trois communes, s'étant étendu à quatre autres communes du Pas-de-Calais (Bayenghem-lès-Éperlecques, Éperlecques, Houlle et Moulle) et trois du Nord (Holque, Renescure et Watten). Elle est, de ce fait, une unité urbaine inter-départementale.
En 2022, avec 73 636 habitants, elle occupe le 13e rang dans la région Hauts-de-France. Avec 68 084 habitants dans le Pas-de-Calais, elle occupe le 6e rang dans ce département, après les unités urbaines de Douai-Lens, Béthune, Calais, Arras et de Boulogne-sur-Mer.
En 2022, sa densité de population s'élève à 336 hab/km2. Par sa superficie, elle représente 2,82 % du territoire du Pas-de-Calais mais, par sa population, elle regroupe 4,66 % de la population de ce département.
Le tableau suivant détaille la répartition de l'unité urbaine sur les départements du Pas-de-Calais et du Nord en 2022 (les pourcentages sont relatifs à chacun des départements) :
| Département   | Communes | Communes (%) | Superficie (km²) | Superficie (%) | Population (2022) | Population (%) |
| ------------- | -------- | ------------ | ---------------- | -------------- | ----------------- | -------------- |
| Pas-de-Calais | 20       | 2,25         | 189,34           | 2,82           | 68 084            | 4,66           |
| Nord          | 3        | 0,46         | 30,06            | 0,52           | 5 552             | 0,21           |

## Composition 2020 de l'unité urbaine
Elle est composée des vingt-trois communes suivantes :
| Nom                        | Code Insee | Département   | Statut       | Superficie (km2) | Population (dernière pop. légale) | Densité (hab./km2) | Modifier                                    |
| -------------------------- | ---------- | ------------- | ------------ | ---------------- | --------------------------------- | ------------------ | ------------------------------------------- |
| Arques                     | 62040      | Pas-de-Calais | ville-centre | 22,41            | 9 526 (2022)                      | 425                | modifier les données · modifier les données |
| Longuenesse                | 62525      | Pas-de-Calais | ville-centre | 8,40             | 10 559 (2022)                     | 1 257              | modifier les données · modifier les données |
| Saint-Omer                 | 62765      | Pas-de-Calais | ville-centre | 16,40            | 14 358 (2022)                     | 875                | modifier les données · modifier les données |
| Bayenghem-lès-Éperlecques  | 62087      | Pas-de-Calais | banlieue     | 4,51             | 1 019 (2022)                      | 226                | modifier les données · modifier les données |
| Blendecques                | 62139      | Pas-de-Calais | banlieue     | 9,56             | 4 891 (2022)                      | 512                | modifier les données · modifier les données |
| Campagne-lès-Wardrecques   | 62205      | Pas-de-Calais | banlieue     | 4,69             | 1 300 (2022)                      | 277                | modifier les données · modifier les données |
| Clairmarais                | 62225      | Pas-de-Calais | banlieue     | 18,02            | 579 (2022)                        | 32                 | modifier les données · modifier les données |
| Éperlecques                | 62297      | Pas-de-Calais | banlieue     | 25,56            | 3 740 (2022)                      | 146                | modifier les données · modifier les données |
| Hallines                   | 62403      | Pas-de-Calais | banlieue     | 5,72             | 1 202 (2022)                      | 210                | modifier les données · modifier les données |
| Helfaut                    | 62423      | Pas-de-Calais | banlieue     | 8,92             | 1 728 (2022)                      | 194                | modifier les données · modifier les données |
| Heuringhem                 | 62452      | Pas-de-Calais | banlieue     | 5,79             | 1 389 (2022)                      | 240                | modifier les données · modifier les données |
| Holque                     | 59307      | Nord          | banlieue     | 3,81             | 855 (2022)                        | 224                | modifier les données · modifier les données |
| Houlle                     | 62458      | Pas-de-Calais | banlieue     | 6,52             | 1 131 (2022)                      | 173                | modifier les données · modifier les données |
| Moulle                     | 62595      | Pas-de-Calais | banlieue     | 5,39             | 1 166 (2022)                      | 216                | modifier les données · modifier les données |
| Racquinghem                | 62684      | Pas-de-Calais | banlieue     | 5,32             | 2 197 (2022)                      | 413                | modifier les données · modifier les données |
| Renescure                  | 59497      | Nord          | banlieue     | 18,93            | 2 130 (2022)                      | 113                | modifier les données · modifier les données |
| Saint-Martin-lez-Tatinghem | 62757      | Pas-de-Calais | banlieue     | 10,54            | 5 863 (2022)                      | 556                | modifier les données · modifier les données |
| Salperwick                 | 62772      | Pas-de-Calais | banlieue     | 4,00             | 518 (2022)                        | 130                | modifier les données · modifier les données |
| Serques                    | 62792      | Pas-de-Calais | banlieue     | 10,43            | 1 178 (2022)                      | 113                | modifier les données · modifier les données |
| Tilques                    | 62819      | Pas-de-Calais | banlieue     | 7,29             | 1 063 (2022)                      | 146                | modifier les données · modifier les données |
| Wardrecques                | 62875      | Pas-de-Calais | banlieue     | 3,72             | 1 338 (2022)                      | 360                | modifier les données · modifier les données |
| Watten                     | 59647      | Nord          | banlieue     | 7,32             | 2 567 (2022)                      | 351                | modifier les données · modifier les données |
| Wizernes                   | 62902      | Pas-de-Calais | banlieue     | 6,16             | 3 339 (2022)                      | 542                | modifier les données · modifier les données |

## Évolution démographique
| 1968   | 1975   | 1982   | 1990   | 1999   | 2006   | 2011   | 2016   | 2022   |
| ------ | ------ | ------ | ------ | ------ | ------ | ------ | ------ | ------ |
| 59 244 | 67 500 | 71 553 | 73 062 | 75 057 | 73 782 | 73 267 | 74 358 | 73 636 |

#### Données générales
- Unité urbaine
- Aire d'attraction d'une ville
- Liste des unités urbaines de France

#### Données démographiques en rapport avec l'unité urbaine de Saint-Omer
- Aire d'attraction de Saint-Omer
- Arrondissement de Saint-Omer

#### Données démographiques en rapport avec le Nord et le Pas-de-Calais
- Démographie du Nord
- Démographie du Pas-de-Calais